# Cristian Hidalgo González
Cristian Hidalgo González (ur. 21 września 1983 w Barcelonie) – hiszpański piłkarz, grający na pozycji skrzydłowego. Obecnie zawodnik Chennaiyin FC. Do tego klubu trafił w 2009 z Deportivo La Coruña. Jest wychowankiem Barcelony.